# Lampeter, Aberayron and New Quay Light Railway
Lampeter, Aberayron and New Quay Light Railway war eine britische Eisenbahngesellschaft in Cardiganshire in Wales.
Entsprechend dem Light Railways Act erhielt die Gesellschaft am 9. Oktober 1906 die Konzession zum Bau einer Bahnstrecke von einem Abzweig bei Lampeter nach Aberaeron und nach New Quay. In Lampeter bestand ein Anschluss zur Bahnstrecke Carmarthen–Aberystwyth.
Die Bauarbeiten begannen am 20. Oktober 1908. Am 10. April 1911 wurde auf der 19 Kilometer langen Strecke zwischen Lampeter und Aberayron der Güterverkehr aufgenommen. Der Personenverkehr wurde am 12. Mai 1911 gestartet. Da mit den Besitzern des Hafens von Aberaeron keine Einigung erzielt wurde, konnte die Strecke nicht bis zum Hafen verlängert werden. Auch die geplante Strecke nach New Quay wurde nicht verwirklicht. Der Betrieb erfolgte durch die Great Western Railway. Die Gesellschaft wurde zum 1. Januar 1923 durch den Railways Act 1921 Teil der Great Western Railway.
1951 wurde der Personenverkehr und am 1. Oktober 1973 der Güterverkehr eingestellt.